# Troopers
TROOPERS je florbalový klub, který působí na jihu Brna a v okolí. Vznikl sloučením oddílů FK TROOPERS Moravany a FK Orel Telnice. Klub má tři tréninková střediska v městské části Brno-Tuřany a obcích Moravany a Telnice, a má více než 400 členů. 
Tým mužů hraje od sezóny 2017/2018 Národní ligu, tedy třetí nejvyšší soutěž. Na jednu sezónu 2022/2023 postoupil do 1. ligy, ale neudržel se v ní.
V roce 2019 Troopers vyhráli otevřenou kategorii na turnaji Czech Open.
Troopers spolupracují s oddíly Sokol Brno I a Florbal Židenice v rámci projektu Brněnská florbalová akademie.

## Sezóny FK Orel Telnice
| Sezóna                                                          | Úroveň | Soutěž       | Umístění | Poznámka                                                                      |
| --------------------------------------------------------------- | ------ | ------------ | -------- | ----------------------------------------------------------------------------- |
| Do sezóny 2016/2017 hrál tým FK Orel Telnice regionální soutěže |        |              |          |                                                                               |
| 2016/2017                                                       | 4      | Divize       |          | Výhra ve 2. kole play-up proti Florbal Primátor Náchod – Postup do vyšší ligy |
| 2017/2018                                                       | 3      | Národní liga |          | Vypadnutí ve čtvrtfinále play-off proti S.K. P.E.M.A. Opava                   |
| 2018/2019                                                       | 3      | Národní liga |          | Vypadnutí v semifinále play-off proti 1. FBK Rožnov p/R                       |

## Tým mužů
| Sezóna    | Úroveň | Soutěž       | Umístění | Poznámka                                                                                   |
| --------- | ------ | ------------ | -------- | ------------------------------------------------------------------------------------------ |
| 2019/2020 | 3      | Národní liga |          | Sezóna ukončena po dvou vyhraných zápasech ve čtvrtfinále play-off proti Spartak Pelhřimov |
| 2020/2021 | 3      | Národní liga |          | Sezóna ukončena po neúplných pěti odehraných kolech základní části                         |
| 2021/2022 | 3      | Národní liga |          | Vítězství ve finále play-off proti 1. FBK Rožnov p/R – Postup do vyšší ligy                |
| 2022/2023 | 2      | 1. liga      | 12.      | Prohra v baráži proti S.K. P.E.M.A. Opava – Sestup do nižší ligy                           |
| 2023/2024 | 3      | Národní liga |          | Vypadnutí ve čtvrtfinále play-off proti Florbal Náchod                                     |
| 2024/2025 | 3      | Národní liga |          | Vypadnutí v semifinále play-off proti FBS Olomouc                                          |